# Einmannbunker na haldě dolu Michal
Einmannbunker na haldě dolu Michal, nazývaný také Einmannbunker v Michálkovicích, je železobetonový Einmannbunker na haldě Dolu Michal v městském obvodu Michálkovice v Ostravě v Moravskoslezském kraji a v nížině Ostravská pánev. Pochází z období druhé světové války.

## Historie a popis
Druhá světová válka vedla na území Protektorátu Čechy a Morava ke vzniku německé služby - civilní protiletecké ochrany Luftschutz, která využívala také drobné německé prefabrikované železobetonové bunkry Einmanbunkery. Podobně jako jiné Einmannbukery, tak Einmannbunker u dolu Michal sloužil jako letecký kryt nebo pozorovatelna. Byl postaven na haldě dolu Michal u jeho vedlejší brány dolu u bývalé briketárny a nádraží Báňské dráhy. Objekt je natřený šedou barvou, je poškozený a dveře jsou utrženy a pohozeny poblíž. Poškození Einmannbunkeru bylo možná způsobeno velkým leteckým bombardováním Michálkovic dne 25. února 1945.

## Další informace
Od roku 2020 o objekt pečuje spolek Pestré vrstvy, který také k místu vybudoval stezku se značením symboly „looped square“ () a na místo umístil informační tabuli. Objekt je celoročně volně přístupný.

## Galerie

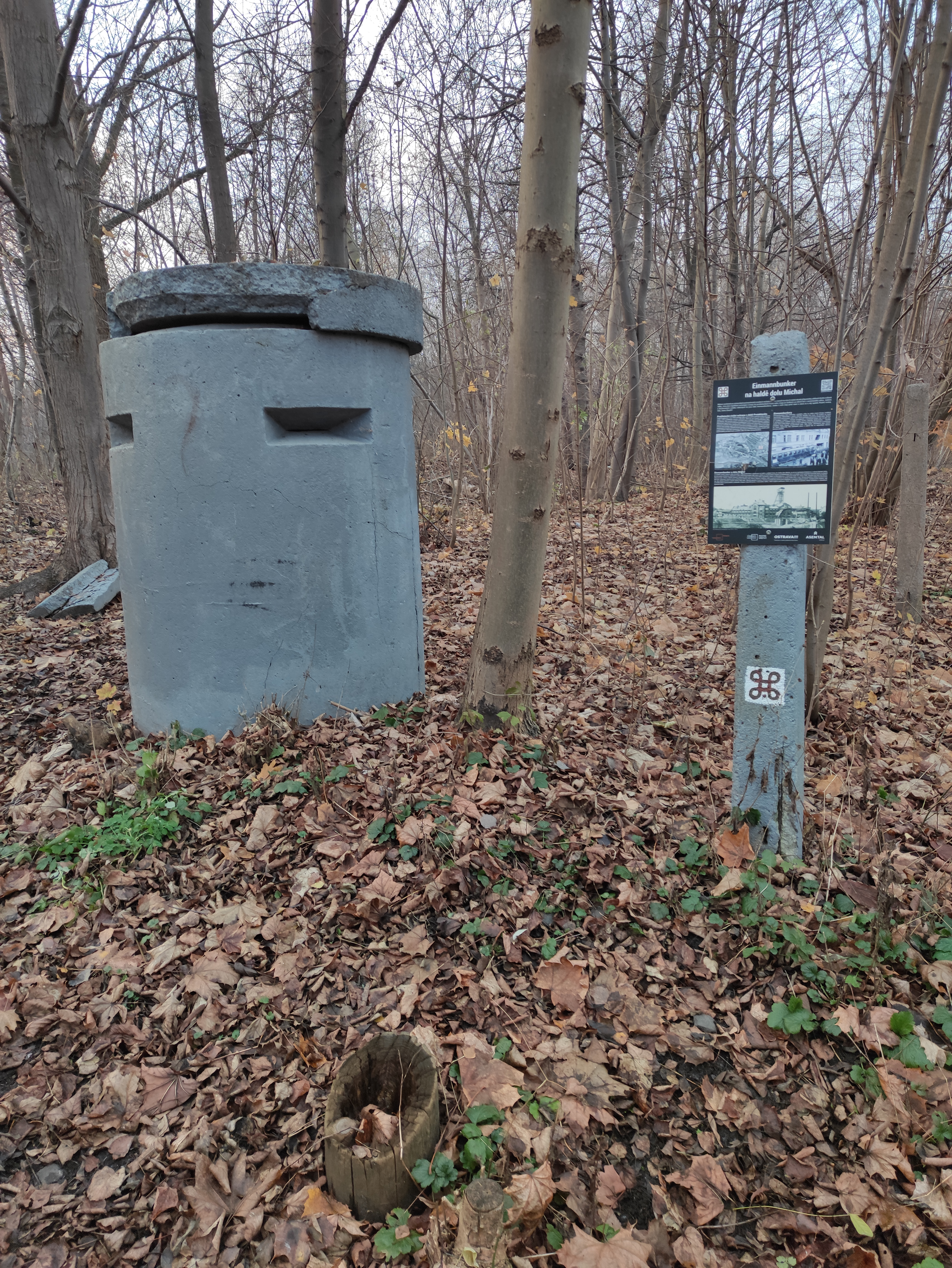
Einmannbunker a informační panel
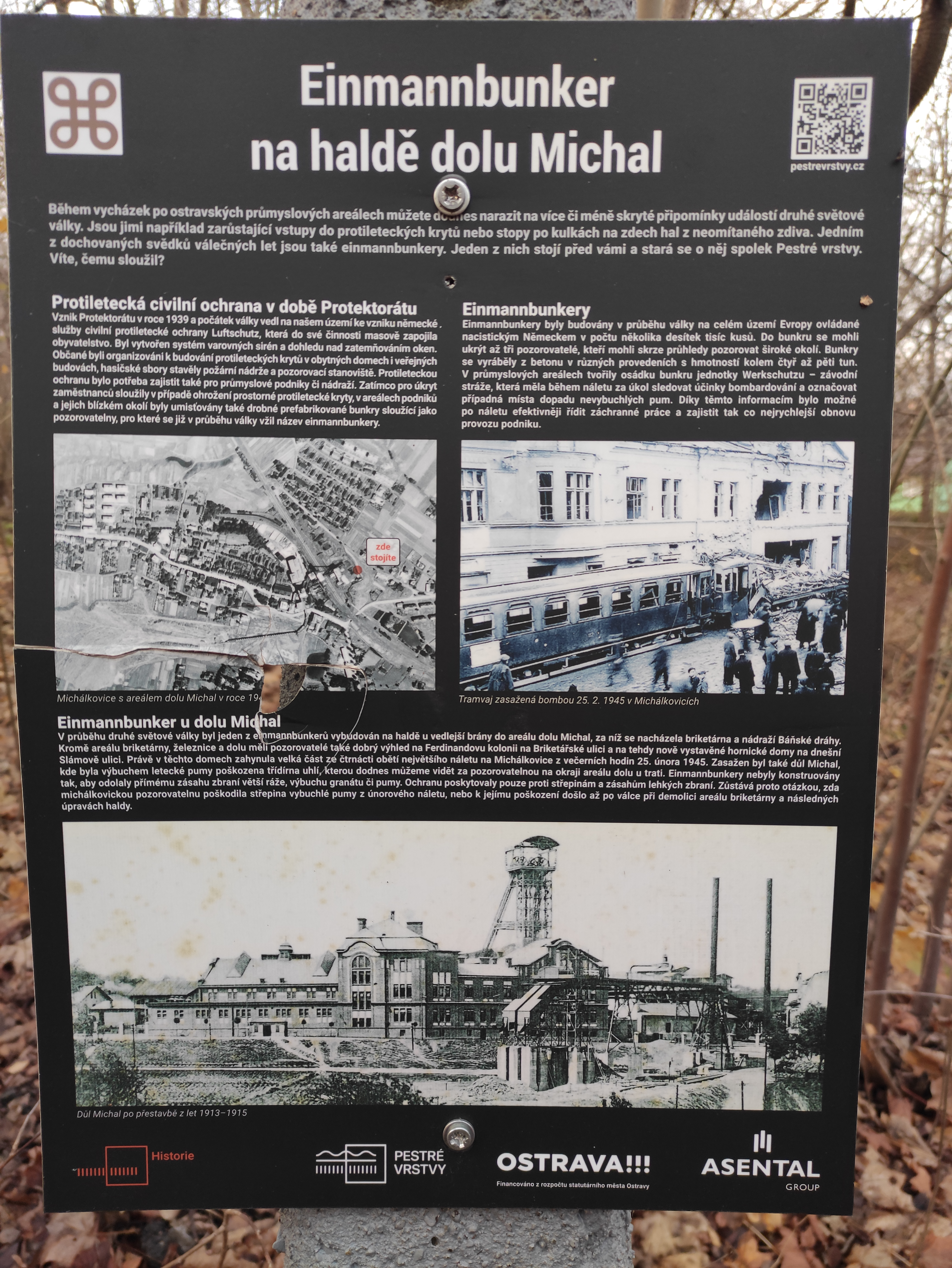
Informační panel na místě
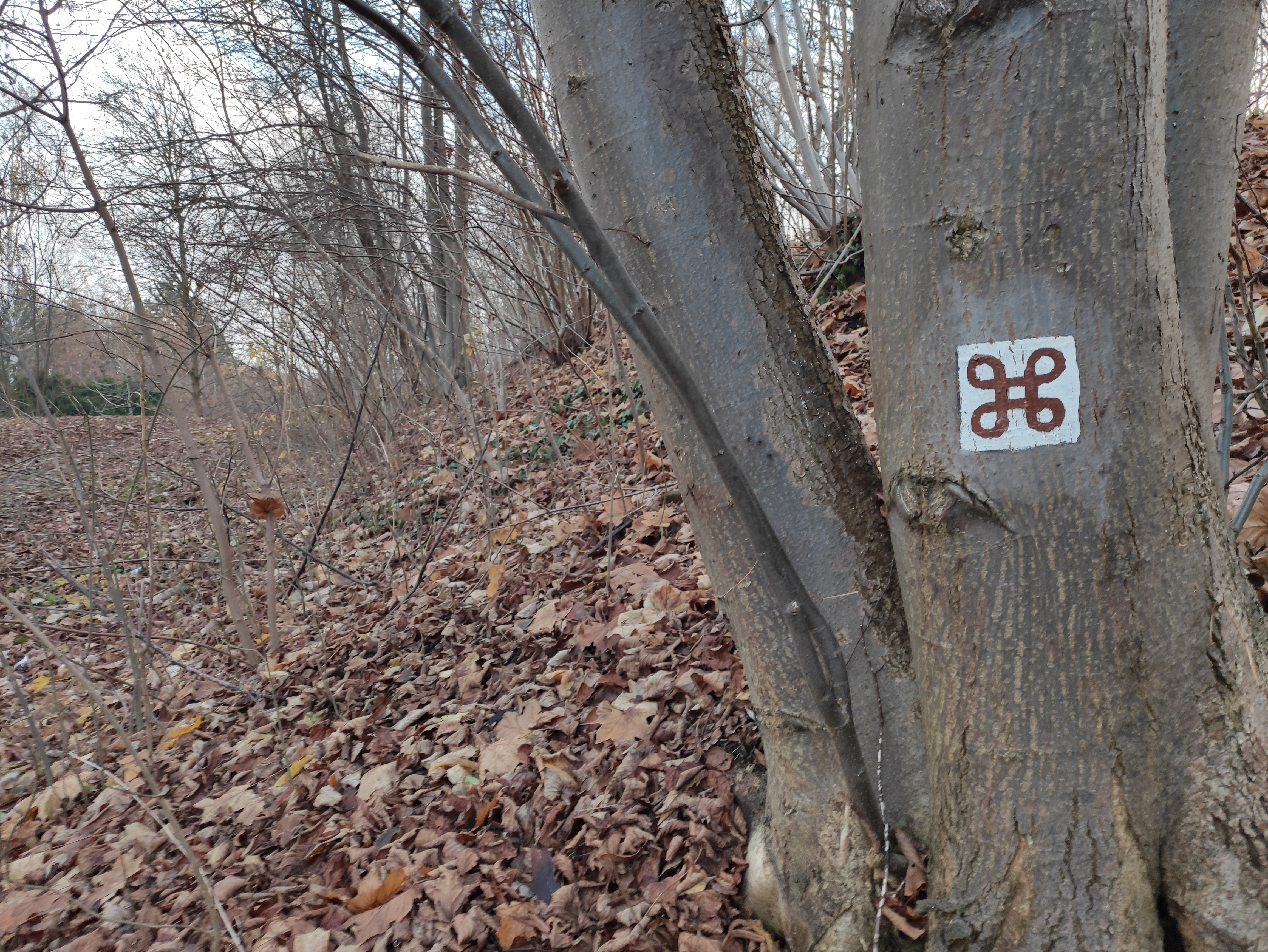
Značení naučné stezky symboly „looped square“